# Letitia Christian Tyler
Letitia Christian Tyler (n. 12 noiembrie 1790 - d. 10 septembrie 1842) a fost soția lui John Tyler, al zecelea președinte al Statelor Unite ale Americii. A fost Prima Doamnă a Statelor Unite ale Americii între 1841 și 1842.